# Сухар (река)
Сухар (на испански: Río Zújar) е река в Югозападна Испания (автономни области Андалусия и Естремадура), ляв приток на Гуадиана. Дължина 214 km, площ на водосборния басейн 8508 km².

## Географска характеристика
Река Сухар води началото си на 646 m н.в., от северното подножие на планината Сиера Морена, на 1 km югозападно от град Ла Коронада, в северозападната част част на провинция Кордоба. В горното и част от средното си течение служи за граница между автономните области Андалусия и Естремадура. Тече предимно в тясна и дълбока долина по хълмисти и нископланински местности, до устието на десния си приток Естерас на североизток, а след това до устието си на запад-северозапад. Влива се отляво в река Гуадиана (от басейна на Атлантическия океан), на 254 m н.в., на 3 km северно от град Вилянуева де ла Серена, в провинция Бадахос.
Водосборният басейн на Сухар обхваща площ от 8508 km², което представлява 12,56% от водосборния басейн на река Гуадиана. На север, североизток и запад водосборният басейн на Сухар граничи с водосборните басейни на реките Тиртеафуера, Ортига, Гуадамес, Матачел и други по-малки, леви притоци на Гуадиана, а на изток и юг – с водосборниа басейн на река Гуадалкивир (от басейна на Атлантическия океан).
Основени притоци:
- леви – Алморчон, Гуадалефра;
- десни – Гуадаматиля, Гуадалмес, Естерас, Сируела[1].

Река Сухар има предимно дъждовно подхранване с ясно изразено зимно пълноводие, а през лятото на отделни участъци пресъхва.. Среден годишен отток в долното течение около 50 m³/sec.

## Стопанско значение, селища
Река Сухар има важно хидроенергийно и иригационно значение. В долното ѝ течение е изграден големия язовир „Сухар“ с мощна ВЕЦ в основата на преградната му стена. В горното и долното течение голяма част от водите ѝ се използват за напояване.
Долината ѝ е сравнително слабо заселена, като преобладават предимно малки селища. Най-големи: Кабеса дел Буей (в средното течение) и Вилянуева де ла Серена (близо до устието).